# Ibrahima Niang
Ibrahima Niang (nacido el 2 de febrero de 1992 en Bakel, Senegal) es un jugador  de baloncesto senegalés, que juega en la posición de Base o Escolta. Tras varios años en el DUC Dakar (Dakar Université Club) de División I, la primera categoría del baloncesto en Senegal, actualmente juega en España en el Adepla Basket de Primera División Nacional.

## Trayectoria deportiva

### Equipos
- 2005/07  Cadete. ASCFO (Association Sportive et Culturelle des Fonctionnaires) de Dakar
- 2007/09  Junior. DUC (Dakar Université Club)
- 2009/15  Senior. DUC (Dakar Université Club)
- 2015-  Senior. Adepla Basket

### Selección nacional
Ha sido Internacional Sub-16, Sub-18 y Absoluto con Senegal.
En 2014 es preseleccionado por el seleccionador senegalés para participar con la Selección absoluta de Senegal en la Copa del Mundo de Baloncesto FIBA 2014.
En el verano de 2015 es de nuevo preseleccionado para participar con Senegal en el Campeonato de África de Baloncesto Túnez 2015.

## Palmarés
- Campeón de Primera Nacional y de la Copa de Extremadura 2017 con Adepla Basket.

Con DUC (Dakar Université Club):
- Campeón de Senegal en 2009, 2010, 2013.[4]
- Campeón de la Coupe du maire de Dakar en 2009, 2012, 2013, 2015.
- Campeón de la Coupe Saint Michel de Dakar en 2009, 2010, 2012, 2015.[5]
- Campeón de Senegal junior en 2007.

### Logros individuales
- Copa de Extremadura 2017: Mejor Jugador (MVP)
- Campeonato de Senegal 2012: Mejor Jugador (MVP)
- Campeonato de Senegal 2014: Mejor quinteto del campeonato[6]
- Coupe du maire de Dakar 2015: Mejor Jugador (MVP) de la Final (25 puntos, 9/10 T2)[7]
- Trofeo Mejor Jugador Revelación de Senegal en 2011.